# Relația dintre religie și știință

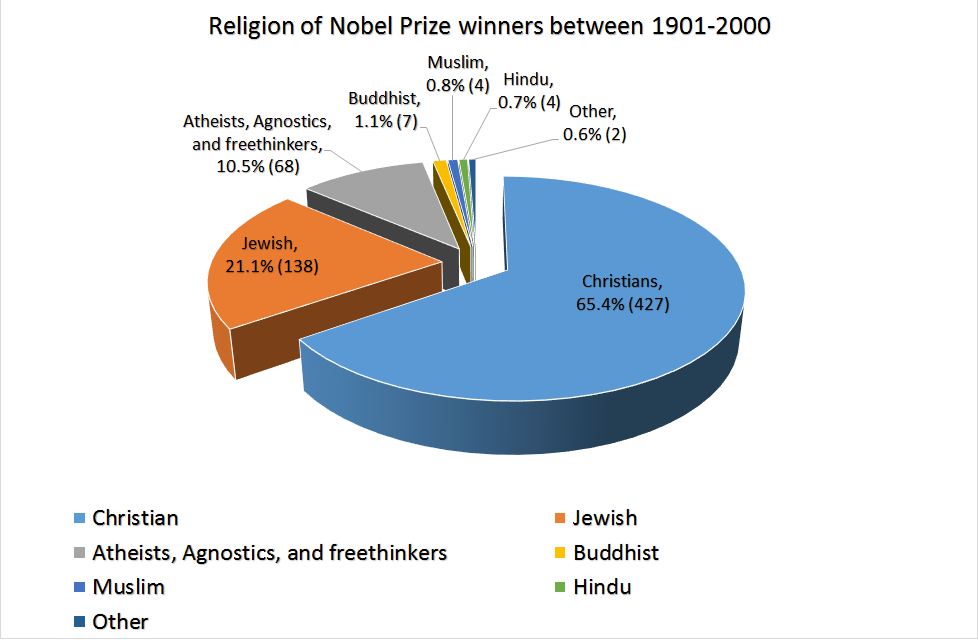
Religiile câștigători ai premiului Nobel, între 1901 și 2000.

Relația dintre religie și știință a fost un subiect de studiu încă din antichitatea clasică, fiind abordată de către filosofi, teologi, oameni de știință etc. Perspectivele din diferite regiuni geografice, culturi și epoci istorice sunt diverse, unele caracterizând această relație ca fiind una de conflict, altele descriind-o ca una de armonie, în timp ce altele presupun doar o mică interacțiune dintre religie și știință. Măsura în care știința și religia pot încerca să înțeleagă și să descrie fenomene similare poate fi uneori menționată ca o parte a problemei de demarcație.
Știința și religia urmăresc, în general, cunoașterea universului folosind metodologii diferite. Știința recunoaște rațiunea, empirismul și dovezile, în timp ce religiile recunosc revelația, credința și sacralitatea. În ciuda acestor diferențe, cele mai multe inovații științifice și tehnice, înainte de revoluția științifică, au fost realizate de către societăți organizate pe tradiții religioase. O mare parte a metodei științifice a fost dezvoltată inițial de către oamenii de știință islamici, și mai târziu de către cei creștini. Hinduismul a îmbrățișat motive istorice și empirismul, considerând că știința aduce cunoștințe legitime, dar incomplete despre lumea (înconjurătoare). Gândirea confucianistă a avut puncte de vedere diferite despre știință de-a lungul timpului. Cei mai mulți budiști consideră știința ca fiind complementară cu convingerile lor.
Conform unui studiu din anul 2015, în Marea Britanie, doar 32% dintre oamenii de știință au caracterizat raportul dintre religie și știință ca fiind de natură conflictuală.

## Legături externe
- Un punct de vedere al relatiei dintre stiinta si teologie, CrestinOrtodox.ro
- Stiinta si religie complementaritate sau opozitie, CrestinOrtodox.ro
- Compatibilitatea si relatia dintre stiinta si teologie, CrestinOrtodox.ro